# İsmail Hakkı Bey
İsmail Hakkı Bey (Istanbul, 1º gennaio 1865 – Istanbul, 30 dicembre 1927) è stato un musicista e compositore turco durante l'impero ottomano. Era figlio dell'ultimo Gran Visir ottomano, Ahmed Tevfik Pascià, e fu il primo marito di Ulviye Sultan, figlia del sultano Mehmed VI. I due furono sposati dal 1916 al 1922, quando divorziarono. Ebbero una figlia, Suade Hümeyra Hanımsultan